# Cornelia Bororquia
Cornelia Bororquia. Historia verdadera de la Judith española ist ein Briefroman von Luis Gutiérrez (1771–1809) aus dem Jahre 1799. Den historischen Hintergrund bilden die Biographien der evangelischen Märtyrerinnen Maria de Bohorques und Maria Cornel.
Der Roman hat die Form eines Briefwechsels zwischen den Protagonisten einer Tragödie, die im Sevilla des mittleren 16. Jahrhunderts lokalisiert ist, also während des Höhepunkts der Aktionen der Inquisition gegen evangelische Christen. Darin wird die Briefform des Romans El evangelio en triunfo, o historia de un filósofo desengañado von Olavide aus dem Jahre 1797 widergespiegelt. In diesem Widerruf, der zwischen 1797 und 1800 sieben Auflagen erreichte, dementierte das bekannteste lebende Opfer der Inquisition seine früheren Meinungen, indem es das Heilige Offizium verteidigte, und dessen Tribunale denen des revolutionären Frankreich positiv gegenüberstellte. Diese Kehrtwendung schockierte fortschrittliche Spanier; und die Cornelia Bororquia stellt einen Versuch einer dieser Personen dar, das Bild gerade zu rücken.
Die Geschichte beginnt mit dem Verschwinden der Cornelia, der namengebenden Heldin, Tochter des Gouverneurs von Valencia. Der Verdacht des Vaters fällt auf ihren Liebhaber Bartolomé Vargas, einen aufgeklärten jungen Sevillano. Der Vater schreibt seinem Freund Meneses in Sevilla, er möge den jungen Mann ausfindig machen. Der wahre Entführer ist aber niemand Anderes als der Erzbischof von Sevilla, der von einer geheimen Leidenschaft für Cornelia erfasst wurde und sie, nachdem er einen Diener für eine Zeugenaussage bestochen hatte, sie in das Gefängnis der Inquisition werfen ließ, um leichter ihre Tugend überwinden zu können.
Gutiérrez Intention war, die Inquisition zu kritisieren und der Lächerlichkeit preiszugeben. Aus Angst vor Bestrafung musste er nach Bayonne fliehen. Das Buch wurde auf den Index Librorum Prohibitorum gesetzt.
Auch Juan Antonio Llorente, ein eloquenter Gegner der Inquisition, kritisierte das Buch. Allgemein wurde es nicht negativ bewertet, aber die vom Autor aufgestellte unrichtige Behauptung der Historizität wurde als störend empfunden. Hier ist zu beachten, dass Llorente ein Historiker und kein Romanautor war, sich selbst wohl als Experte für die Inquisition betrachtete und Schwierigkeiten mit der künstlerischen Freiheit des Autors hatte.
So wies er nach, dass Cornelia Bororquia nie existierte, sondern dass das Werk in sehr freier Behandlung der Biographien auf dem Leben der evangelischen Märtyrerinnen Maria de Bohorques und Maria Cornel, die der Autor, vielleicht aus Unkenntnis, zu einer fiktiven Person vereinte, basierte. Beide starben von Hand der Inquisition im Jahre 1559 in Sevilla. Ihre Namen wurden wohl in den dort verwendeten Kurzformen Bohorquia und Cornelia vermutlich aus der Historia inquisitionis des Philippus van Limborck übernommen und zusammengesetzt. Auch der Name des Inquisitor Vargas ist reine Fiktion. Llorente kritisierte die in dem Roman behauptete Liebesbeziehung zwischen der Lutheranerin und dem Generalinquisitor, außerdem dort behauptete Untersuchungen, die niemals stattgefunden haben. Allein schon, weil Maria de Bohorques in Sevilla lebte und der Generalinquisitor in Madrid residierte, wird die Behauptung der Liebesgeschichte laut Llorente dem historischen Anspruch des Gutiérrez nicht gerecht. Eine möglichst wirklichkeitsgetreue Darstellung der historischen Ereignisse hielt Llorente im Sinne einer Kritik an der Inquisition für wirksamer, als eine satirische Schilderung mit zahlreichen fiktiven Elementen. So zitierte Gutiérrez Boulanger, Langle, Limborch und Marsollier als Autoritäten für die Historizität seines Romans, was Llorente mit Leichtigkeit widerlegen konnte.
Die erste Ausgabe unter dem Titel Bororquia, o la víctima de la Inquisición wurde erstmals in Paris im Jahre 1801 veröffentlicht. Eine Kopie wurde im Katalog der Bibliothèque Nationale gelistet, ging aber verloren und musste aus einer französischen Übersetzung rekonstruiert werden, die zwei Jahre später veröffentlicht wurde und vom Übersetzer Lucien Bonaparte gewidmet wurde. Die zweite Auflage, 'revista, corregida y aumentada' wurde in Paris im Jahre 1802 unter dem abgewandelten Titel Cornelia Bororquia veröffentlicht und wurde zum Standardtext. Als Taschenbuch ist der Roman heute erhältlich unter dem Titel:
Luis Gutiérrez: Cornelia Bororquia o La víctima de la Inquisición, Verlag Ediciones Cátedra, S.a., 1. Auflage (30. Juni 2005), ISBN 8437622522